# 東華三院呂潤財紀念中學
東華三院呂潤財紀念中學（英語：TWGHs Lui Yun Choy Memorial Collage）是一間位於香港新界將軍澳寶林的中學。由東華三院於1995年創辦，並為紀念商人呂潤財先生(生卒年份不詳)而命名。該校是由政府津貼的男女中學，是東華三院的第十六所中學。全校現時共24班，全校學生人數約660人，老師人數約55人。校長是黎偉江先生，校監是呂博碩太平紳士。
該校曾經與同區的東華三院王余家潔紀念小學於2008年開始「結龍」，並為王余家潔紀念小學的小六畢業生預留過半數的學位，但選擇升讀呂潤財紀念中學的王余家潔紀念小學小六生人數，與當初「結龍」時的期望大相逕庭，加上地理位置並不相近，令兩校無論在課程協作上，以至聯校活動等方面都難以達到「結龍」辦學理念，因此兩校最終在2018年「脫龍」。學校現為東華三院「非一條龍學校」，所有中一學位開放予所有持共同理念之申請人報讀。設施方面，設有各科特別室，音樂室，視藝室，家政室，設計與科技室，科創空間，舞蹈室，演藝廳、健身室、自修室以及學生資源中心。2024年下半年（2024/25年度上學期）更為每個課室加設電子教學白板及大翻新視藝室。

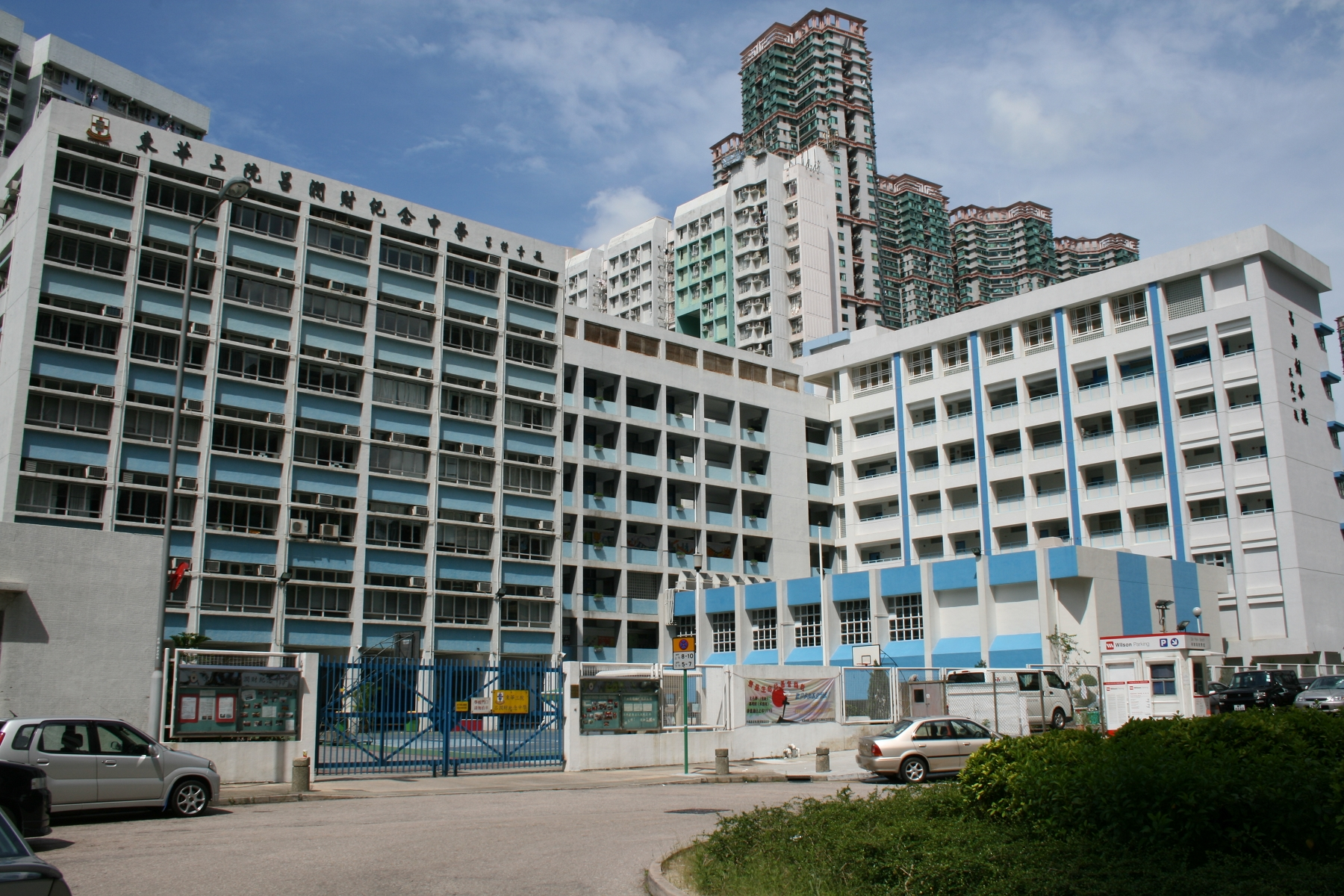
東華三院呂潤財紀念中學校舍

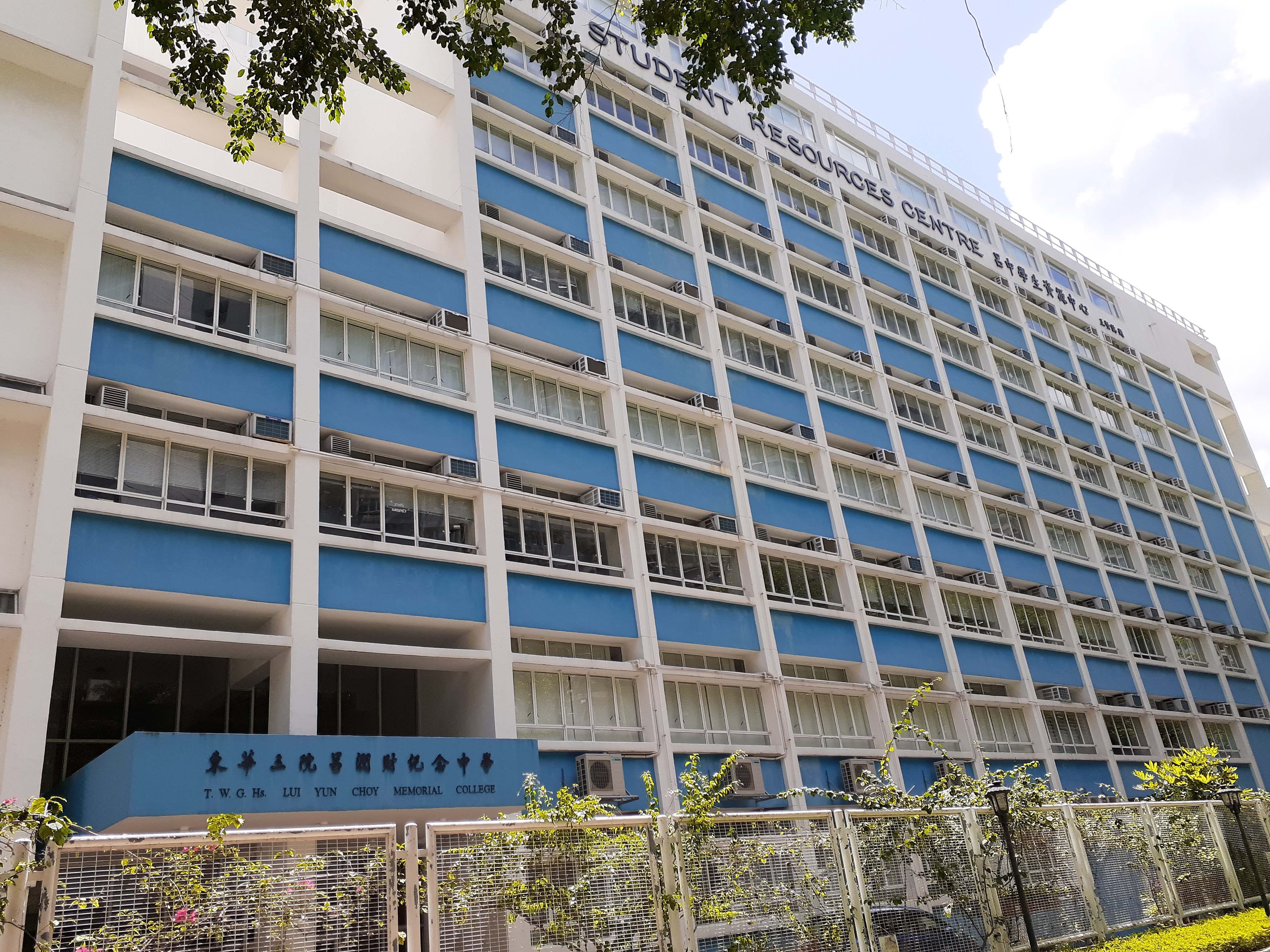
寶林邨望向呂潤財

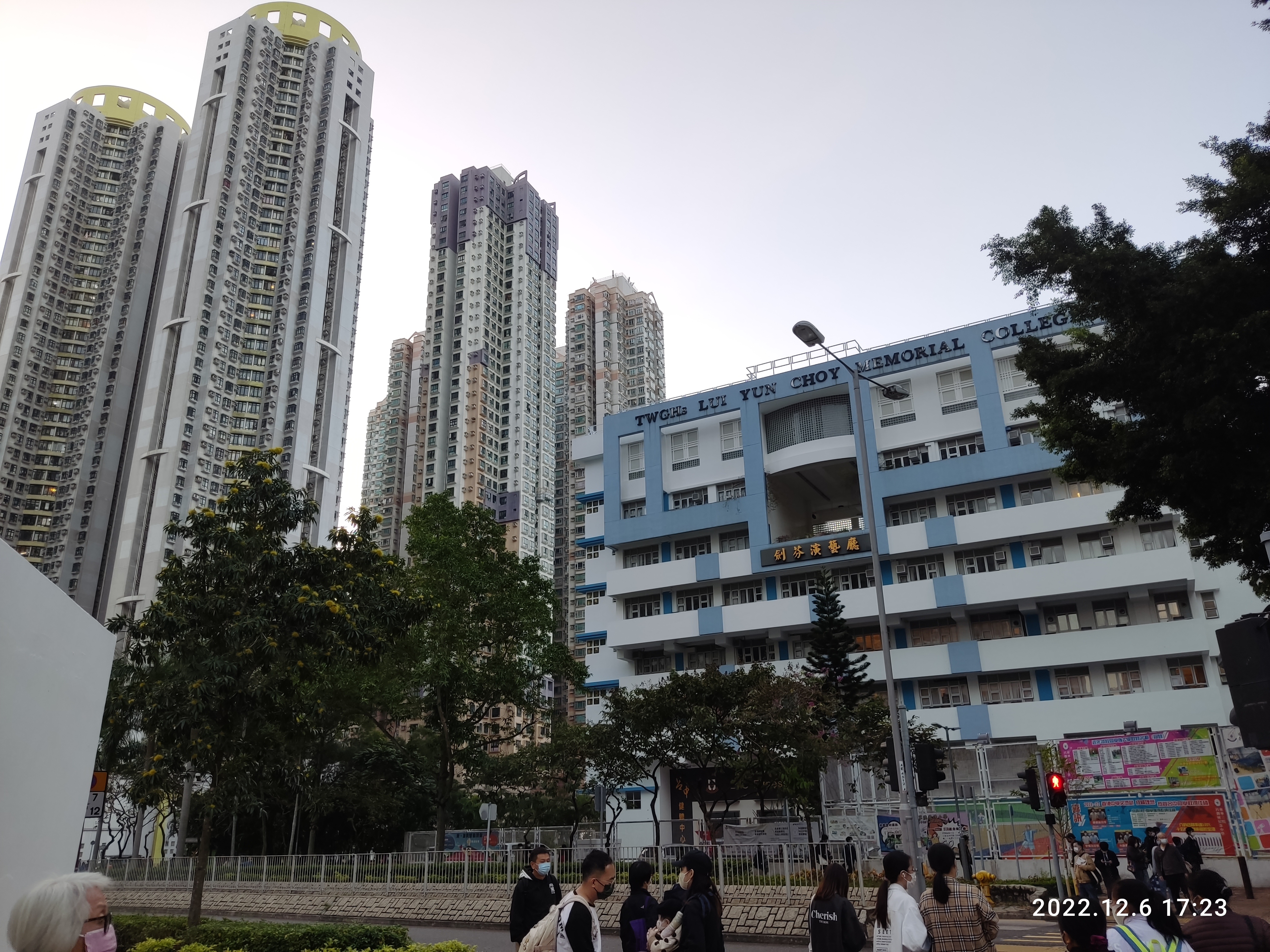
學校新翼

學校每級設有一班尖子班，除中文科和中國歷史科外，所有科目均以英文授課；其餘班別採用跨科英文模式上課，上述學科的課時及測考中有25%以英語進行，以配合高中選修科主要以英語開辦的政策。另外，學校還有開辦生教堂，教導同學關於性教育，國家安全以及東華三院的服務。

## 學社
東華三院呂潤財紀念中學內的學生現分為4個學社，分別是：
- 勤社(Red House)(紅色）
- 儉社（Yellow House)(黃色）
- 忠社（Blue House)(藍色）
- 信社（Green House)(綠色）

在2006年以前，學校只有4個學社，分別是：勤社〔Red House〕〔紅色〕、儉社〔Yellow House〕〔黃色〕、忠社〔Blue House〕〔藍色〕和信社〔Green House〕〔綠色〕。
學校在2006至2007學年起開始將學社數目增至8個，分別是：南丁格爾社〔Florence Nightingale House〕〔啡色〕、達文西社〔Leonardo di ser Piero da Vinci House〕〔灰色〕 、貝多芬社〔Ludwig Von Beethoven House〕〔紅色〕、奧林匹克社〔Olympus House〕〔紫色〕、柏拉圖社〔Plato House〕〔藍色〕、孫中山社〔Sun Yat Sen House〕〔橙色〕、愛迪生社〔Thomas Alva Edison House〕〔綠色〕及莎士比亞社〔William Shakespeare House〕〔黃色〕，以增加同學間的合作機會。東華三院呂潤財紀念中學的8個學社皆以歷史人物名稱命名，并提倡學習該歷史人物的精神。近年由於學生人口下降，每個社的人數較早年減少，令參與社際活動人數不足，校方曾討論應否恢復4社，基於大多數學生不支持保留8社而決定不再繼續8社分化模式。在2018至2019學年起開始恢復4個學社，將現有的8個學社合成4個學社，分別是:
- 南丁格爾社〔啡色〕與 柏拉圖社〔藍色〕 (忠社)
- 達文西社〔灰色〕 與 貝多芬社〔紅色〕  (勤社)
- 奧林匹克社〔紫色〕與 愛迪生社〔綠色〕 (信社)
- 孫中山社〔橙色〕與 莎士比亞社〔黃色〕 (儉社)

## 體藝教育
於初中推行「一人一體藝計劃」，所有初中同學必須參與，並成立中樂團及推行戲劇教育，參加由優質教育基金支持的親子粵劇計劃，發展多元化的藝術。近年，更成立了西樂團，以培養同學多方面的發展。同時亦為同學提供雜技培訓，培養不同才藝，並作公開演出。近年還開設色士風班，讓同學更多選擇。2017年，學校邀請中國女排名將孫玥訓練女子排球隊。2018年，學校邀請前港隊成員香振強執教男子籃球隊。

## 課程
- 初中基礎課程
中國語文、英國語文*、英國文學*、傳媒英語*、跨科英語*、數學*、綜合科學*、中國歷史、歷史、地理*、生社、視覺藝術、設計與科技、科技與生活、普通話、電腦*、音樂、體育
- 高中課程
必修科：中國語文、英國語文*、數學*、通識教育
選修科：中國文學、中國歷史、歷史*、經濟*、地理*、生物*、物理*、化學*、企業會計與財務概論*、資訊及通訊科技科*、旅遊與款待、視覺藝術、數學延伸單元2*
非公開考試科目:體育

*以英語作為授課語言

## 學校活動

### 制服團隊(服務小組)
於初中推行「一人一制服計劃」，所有初中同學須參加，並設有童軍、女童軍、交通安全隊、紅十字會青年團、基督少年軍、公益少年團及少年警訊，透過步操訓練、義務工作等，加強同學的自律與服務精神。

## 著名校友
- 周柏豪：香港男歌手、演員（2001年中五畢業）[2][註 1]
- 傅嘉莉：香港女演員
- 周葆諭 （页面存档备份，存于）：香港女子組合FFx成員
- 謝家俊：ViuTV《第一季全民造星》20強
- 鍾家樂：校董兼房屋署上訴委員會委員、電影審裁署委員及世界殯儀協會認可首位香港殯葬禮儀師
- 劉卓威：香港著名結他演奏家; 曾獲選為香港「青年夢想實踐家」; 2014年獲選成為全港僅3位之一的「香港演藝學院20週年Alumni Star」; 曾任教於香港演藝學院

## 呂藝非凡
自2008至2009年度開始，呂藝非凡是東華三院呂潤財紀念中學每學年年終的綜藝表演。近年門券反應熱烈，呂藝非凡2015年首次加開日場，並以最後綵緋的方式進行，而夜場則是正式演出，全日共演出2場。節目包括合唱團、中西樂團、舞蹈、朗誦、樂隊、老師表演等多元化綜藝表演。

## 外部連結
- 東華三院呂潤財紀念中學網頁 （页面存档备份，存于）